# Werfener Hochthron
Werfener Hochthron též zvaný Hochhron (2343 m n. m.) je významná a zdaleka viditelná hora v pohoří Tennengebirge. Nachází se na území okresu St. Johann im Pongau v rakouské spolkové zemi Salcbursko. Leží severně od města Bischofshofen.

## Výstupy
Na vrchol lze vystoupit pouze horolezeckým způsobem. Nejjednodušší Jižní hřeben obtížnosti 2+ UIAA vede od chaty Werfenerhütte, tudy se také sestupuje z ostatních horolezeckých cest. Nejobtížnější místa jsou zajištěna kovovými pomůckami. Další oblíbené výstupy jsou Jižní rampa - prvovýstup obtížnosti 4+ UIAA vykonali Heinrich Pfannl a Thomas Maischberger v roce 1886, a Jihozápadní stěna - prvovýstup obtížnosti 4+ UIAA vylezli A. Hillinger, J. Lanz v roce 1923.